# Weingut Prager
Das Weingut Prager in Weißenkirchen ist ein österreichisches Weingut im Weinbaugebiet Wachau in Niederösterreich.

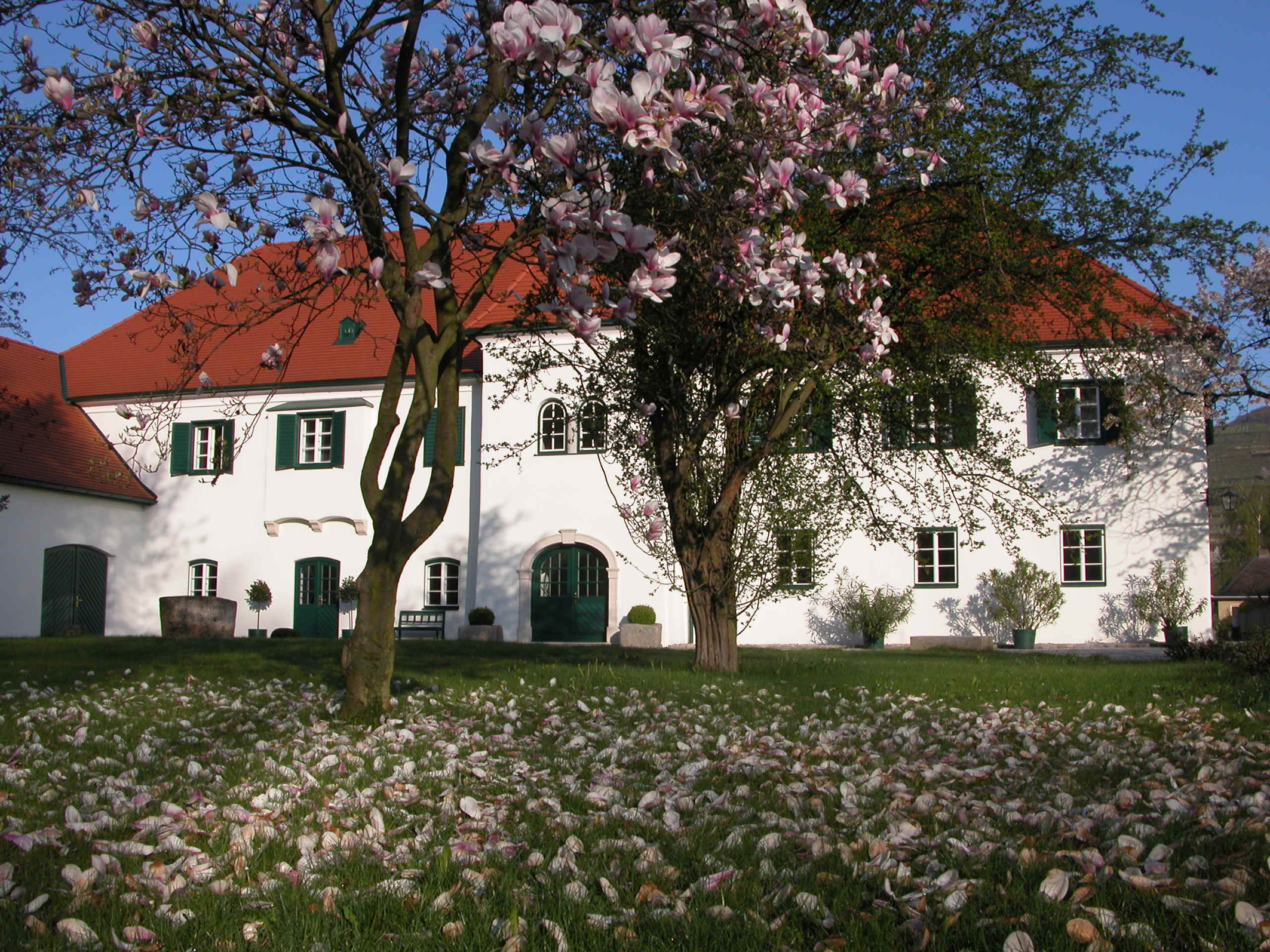
Weingut Prager

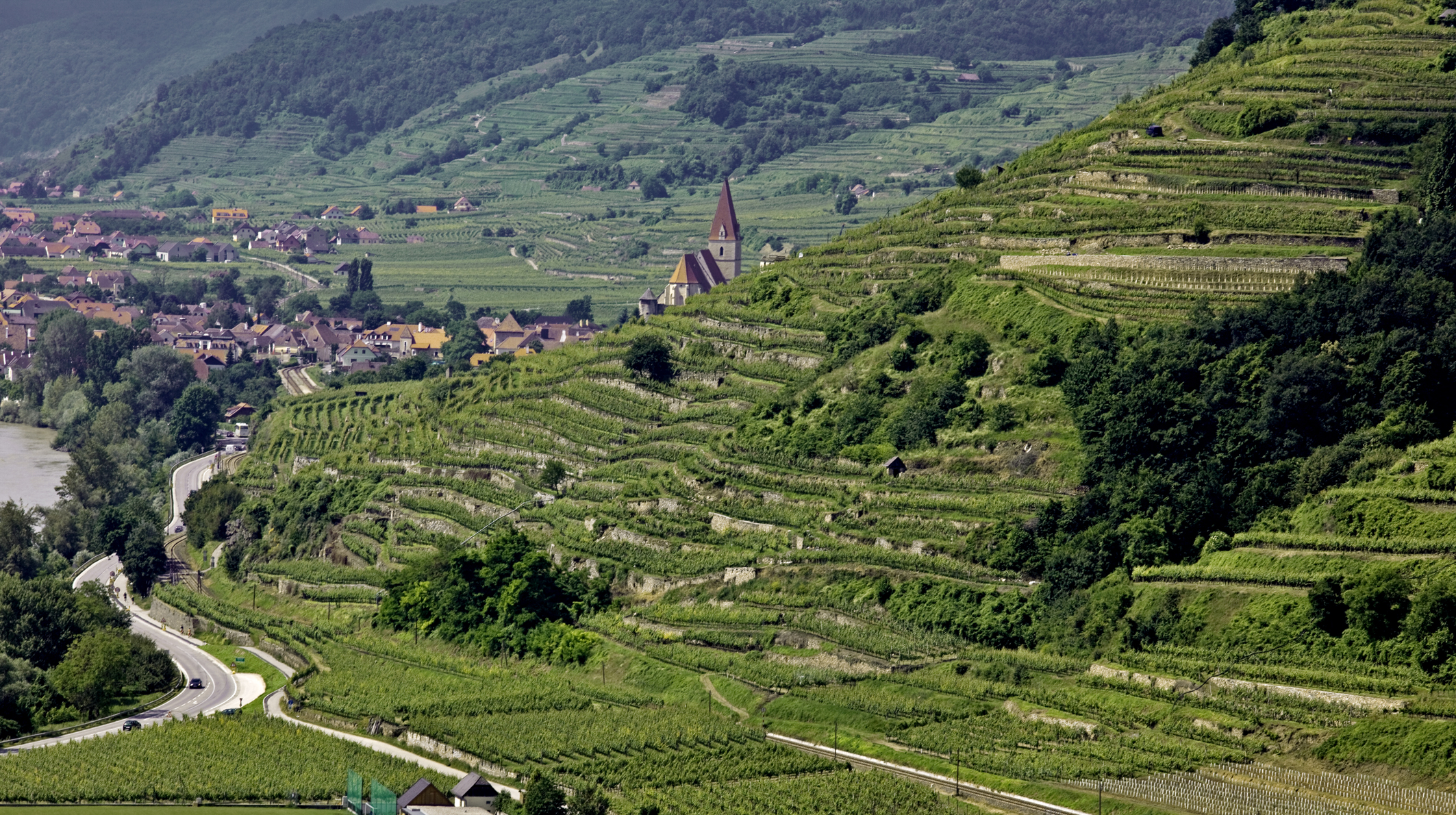
Ried Klaus in Weißenkirchen

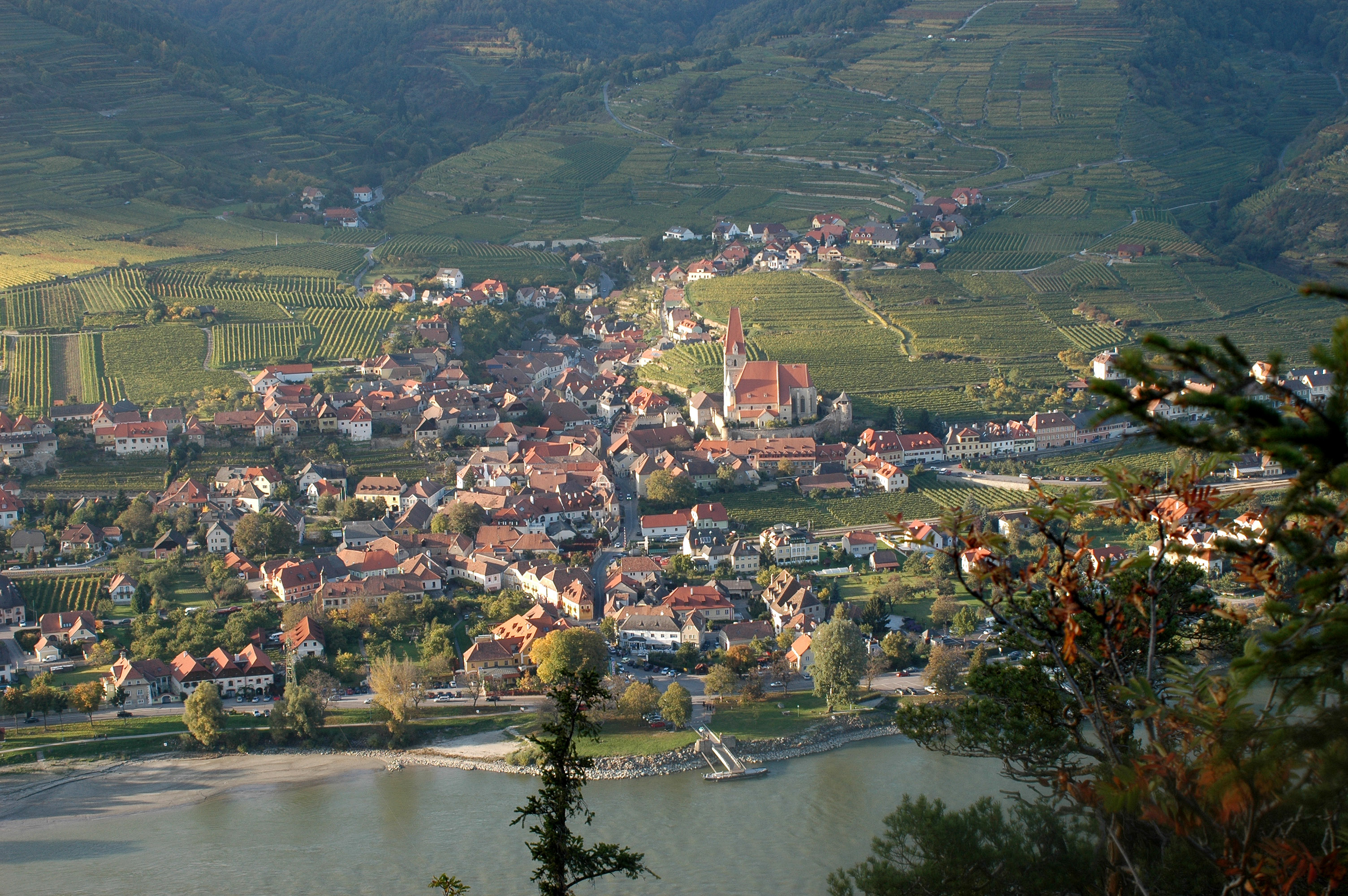
Weißenkirchen umgeben von Terrassenweingärten

Der Weinbau auf dem Gelände des Weinguts ist seit 1302 dokumentiert. In einem Erbrechtsbrief der Benediktinerabtei Michaelbeuern des Jahres 1715 werden drei Rieden erwähnt, die noch heute zum Besitz des Weinguts gehören. Franz Prager zählte nach dem Zweiten Weltkrieg zu den Pionieren des Wachauer Weinbaus und war neben Josef Jamek ein Wegbereiter für trockenen Spitzenweißwein in der Wachau. Prager war 1983 einer der Initiatoren der Vereinigung Vinea Wachau Nobilis Districtus und bis 1988 deren Obmann.
Das Weingut wird in der Nachfolge von Franz Prager von dessen Schwiegersohn Toni Bodenstein geleitet. Die Rebfläche beträgt 17 Hektar (Stand 2011), sie ist ausschließlich mit weißen Rebsorten, hauptsächlich Grüner Veltliner (40 Prozent) und Riesling (60 Prozent), bestockt. Die bekanntesten Weine sind die Grünen Veltliner Wachstum Bodenstein und von der Lage Achleiten sowie die Rieslinge Wachstum Bodenstein und aus der Lage Klaus.
Bodenstein vinifiziert unverwechselbare Weine. Innovation und Tradition zählen gleichermaßen zu den Stärken des Familienbetriebes. Das Weingut fokussiert insbesondere auf die Sorte Riesling.